# Dixi (Automarke)

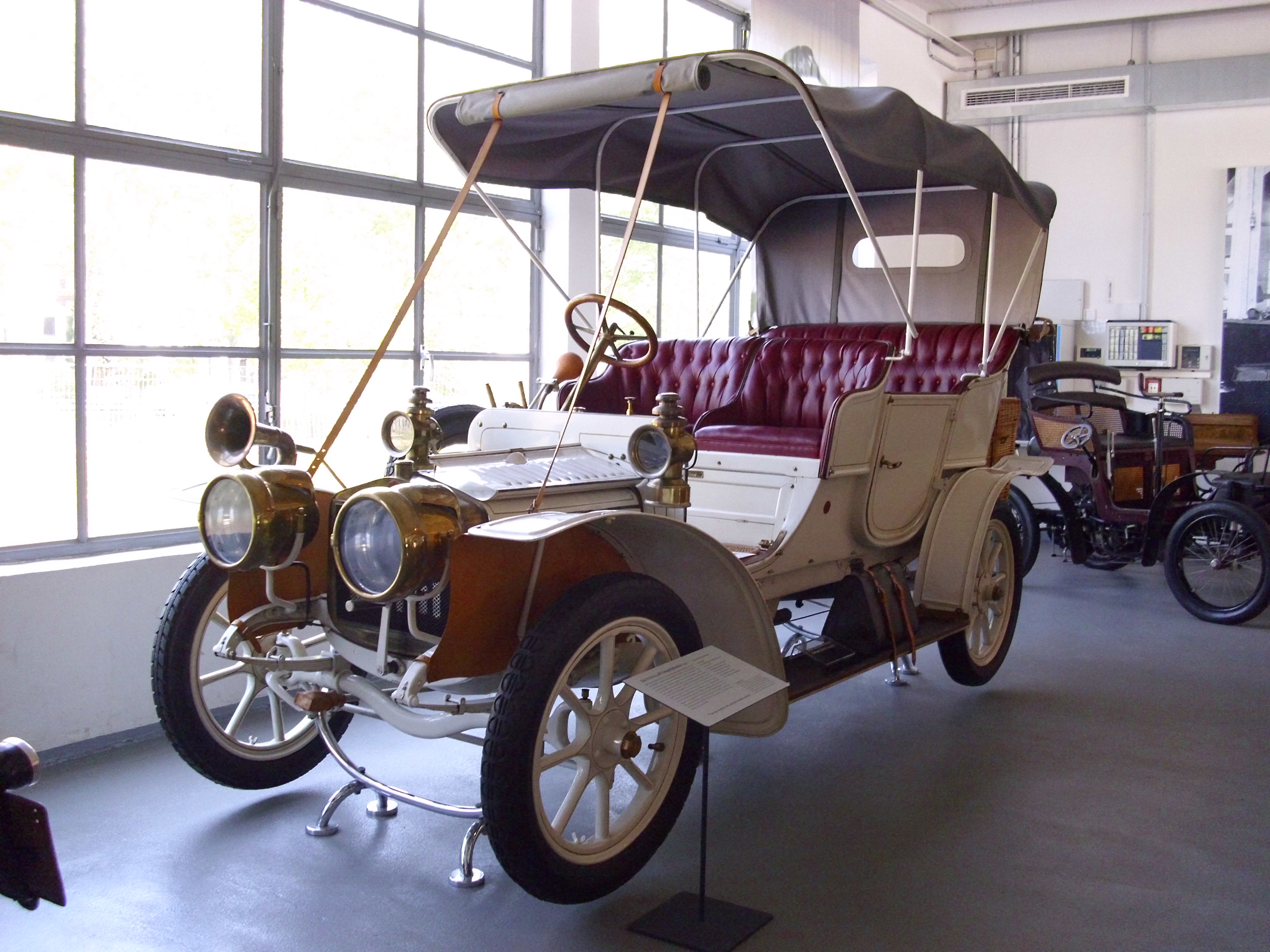
Dixi R 8 6/14 PS – Doppelphaeton 1908–1911

Dixi war ein Markenname der Fahrzeugfabrik Eisenach, den diese von 1904 bis zur Übernahme durch BMW 1928 für Automobile, Lastkraftwagen, Fahrräder und Omnibusse verwendete. Nach der Übernahme durch BMW wurde dort der Markenname noch bis 1932 genutzt. Das bekannteste Modell war der Dixi 3/15, ein Lizenzbau des englischen Kleinwagens Austin 7.

## Geschichte

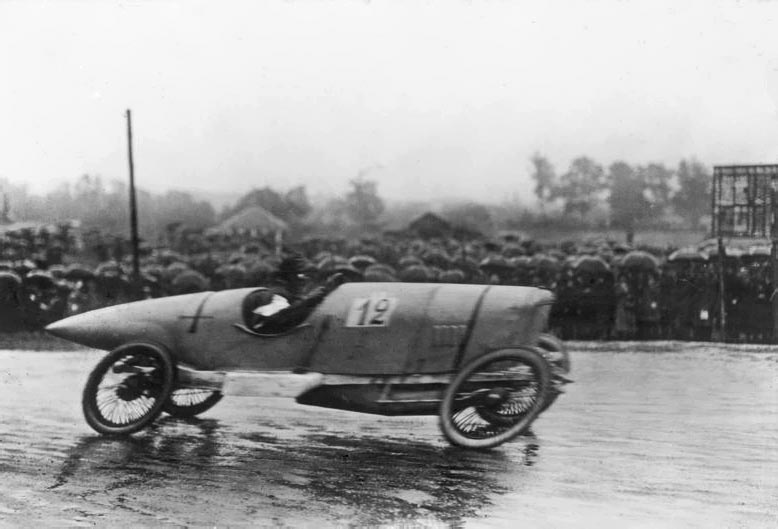
Ein Dixi während eines Autorennens in Berlin (1922). Verzerrte Darstellung aufgrund des Rolling-Shutter-Effekts.

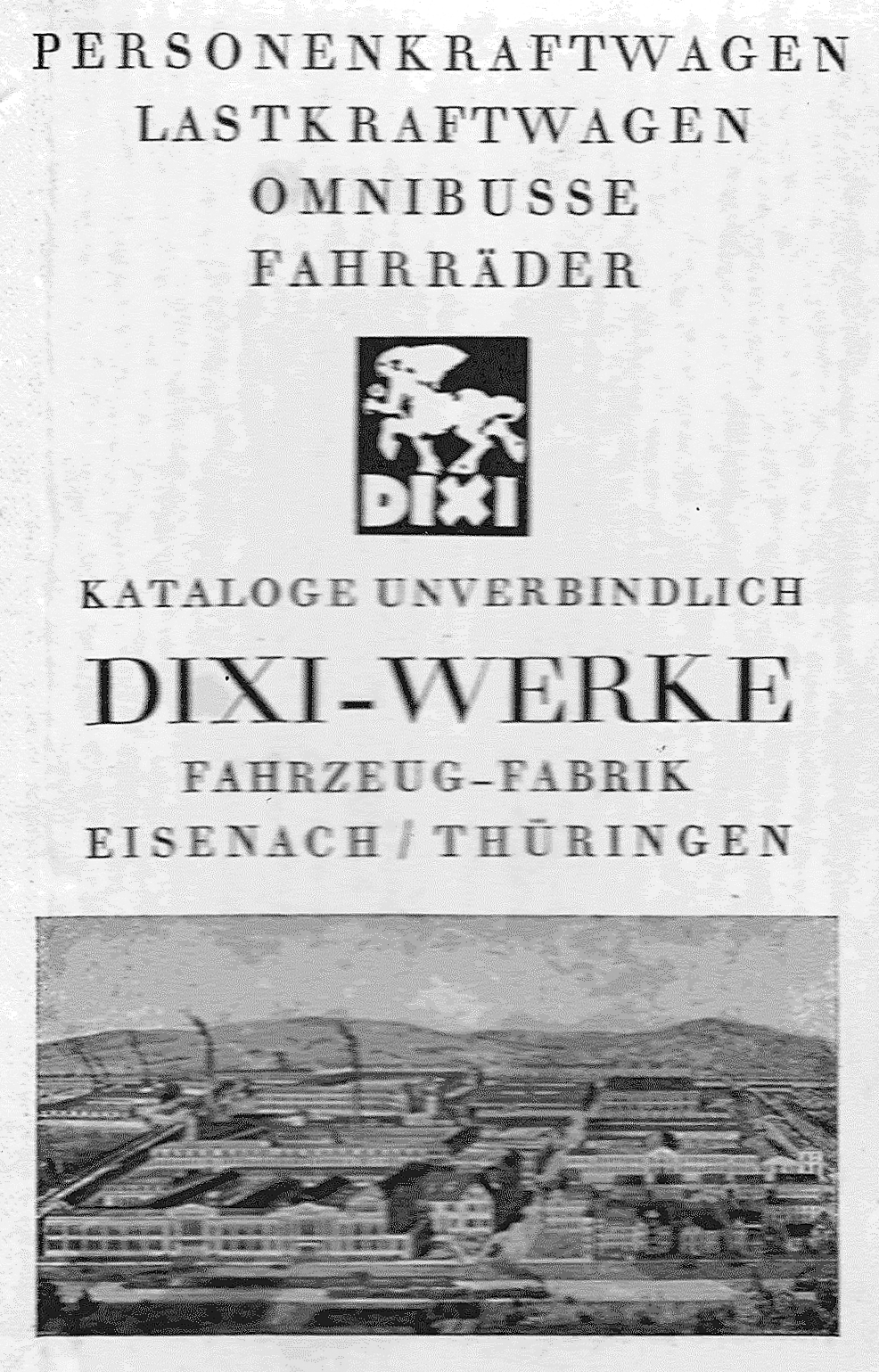
Eine Anzeige der Dixi-Werke aus dem Jahre 1925

Nach dem Ausscheiden des Firmengründers Heinrich Ehrhardt im Jahr 1904 gab die Fahrzeugfabrik Eisenach den Markennamen Wartburg auf. Die Produkte erhielten den neuen Markennamen Dixi, der aus dem Lateinischen stammt und bedeutet „Ich habe gesprochen“. Dabei handelte es sich um neu entwickelte Modelle. Sie verfügten im Unterschied zu den Wartburg-Wagen über vorn angeordnete Vierzylindermotoren mit Lamellenkühler anstatt des bisherigen Rohrrippenkühlers.
Unter dem Namen Dixi wurden anfangs herrschaftliche Automobile und Lastkraftwagen gebaut. Als Markenzeichen wurde ein Kentaur für Geschäftspapiere, Drucksachen und als Kühlerfigur verwendet, diese wurde vom Eisenacher Metallwarenhändler August Sauermilch entworfen und gefertigt.
Bedingt durch den Ersten Weltkrieg (1914–1918) wurde dann der Fahrzeugfabrik Eisenach allerdings die Herstellung ziviler Fahrzeuge untersagt und Rüstungsgüter mussten gefertigt werden. Heereslastwagen, Munitionswagen, Sanitätskraftwagen, Feldgeschütze waren nun bis zum Ende des Ersten Weltkriegs die Eisenacher Produktpalette.
Die Dixiwerke überlebten den Krieg, allerdings konnte nie wieder an die glanzvolle Zeit vor dem Krieg angeknüpft werden.
Ende des Jahres 1921 musste dann aufgrund wirtschaftlicher Schwierigkeiten die Fahrzeugfabrik Eisenach mit der Gothaer Waggonfabrik fusionieren und firmierte anfangs unter Fahrzeugfabrik Eisenach, Zweigniederlassung der Gothaer Waggonfabrik, später als Fahrzeugfabrik Eisenach („Dixiwerke“). Im selben Jahr wurde die Produktion der G-Reihe aufgenommen, von der bis 1928 immerhin 2260 Stück hergestellt wurden. Im Jahr 1927 begann mit dem wesentlich kleineren Typ 3/15 die Lizenzproduktion jenes Kleinwagens, der die erhoffte wirtschaftliche Wende nicht brachte, aber dafür den Namen Dixi bis heute unvergessen machte.
Der Motorrad- und Flugmotorenhersteller BMW wollte gegen Ende der 1920er Jahre in die Automobilproduktion einsteigen und suchte ein konkurrenzfähiges Produkt, um die langwierige Eigenentwicklung zu umgehen. Man entschied sich für die Fahrzeugfabrik Eisenach, die zu dieser Zeit (u. a.) unter dem Namen Dixi 3/15PS DA (Deutsche Ausführung) in Lizenz Versionen des international sehr erfolgreichen Austin 7 der Austin Motor Company produzierten.

## Fahrzeuge

### Dixi 3/15 und BMW 3/15
- Dixi 3/15 (1927)

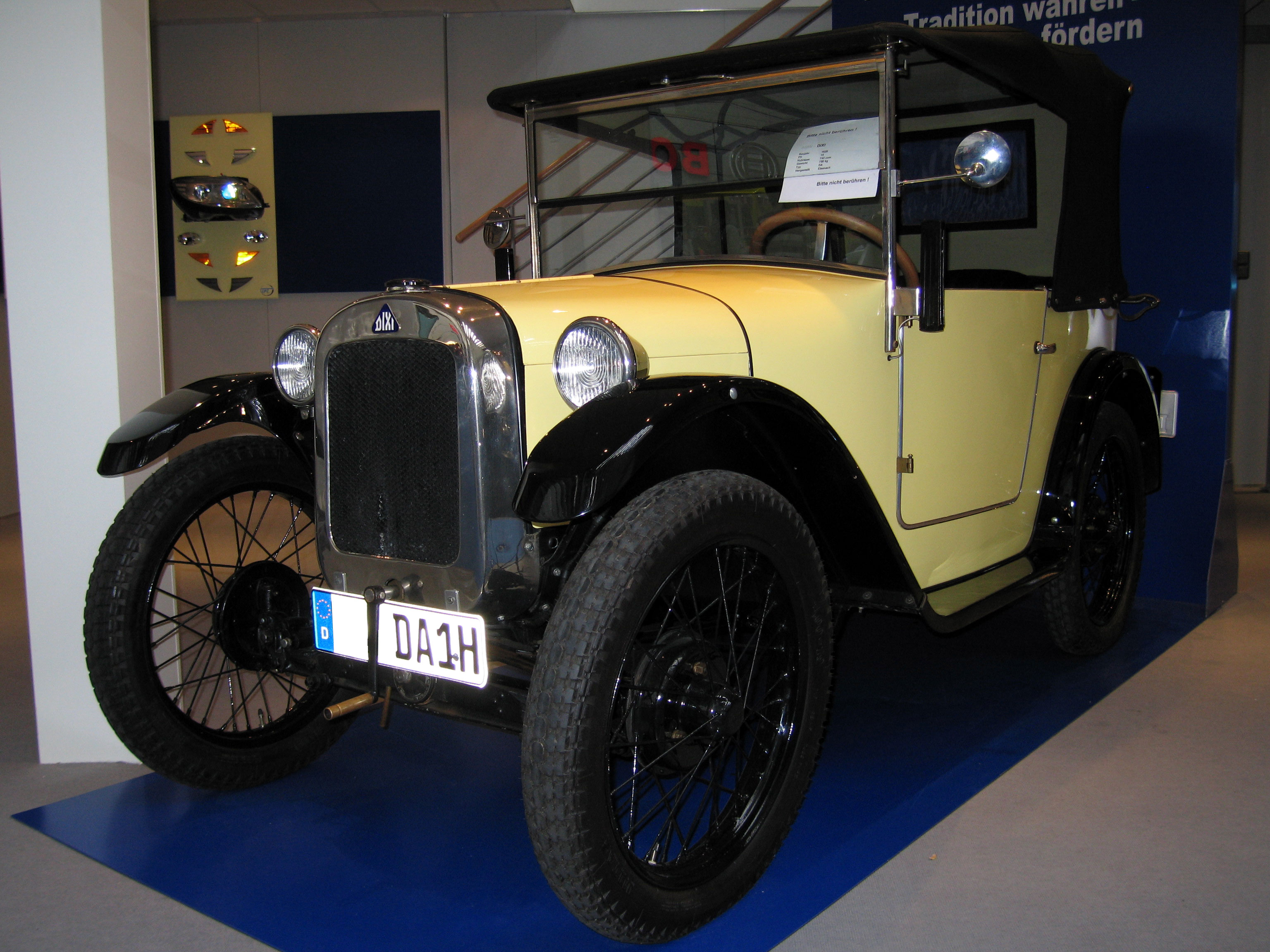
Dixi 3/15 DA (1928)

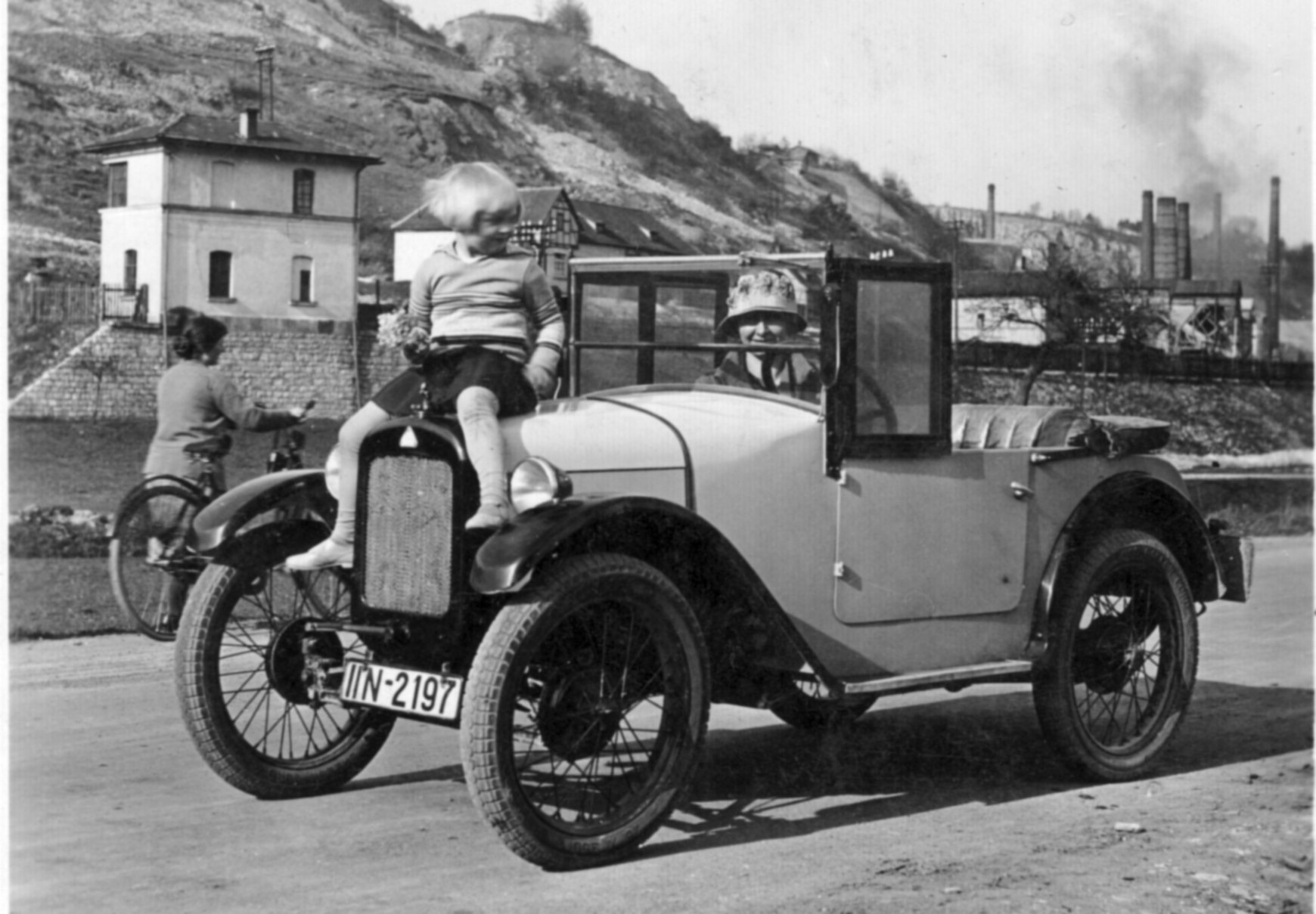
Ein in Nürnberg zugelassener Dixi 3/15 DA um 1930 am Großglockner

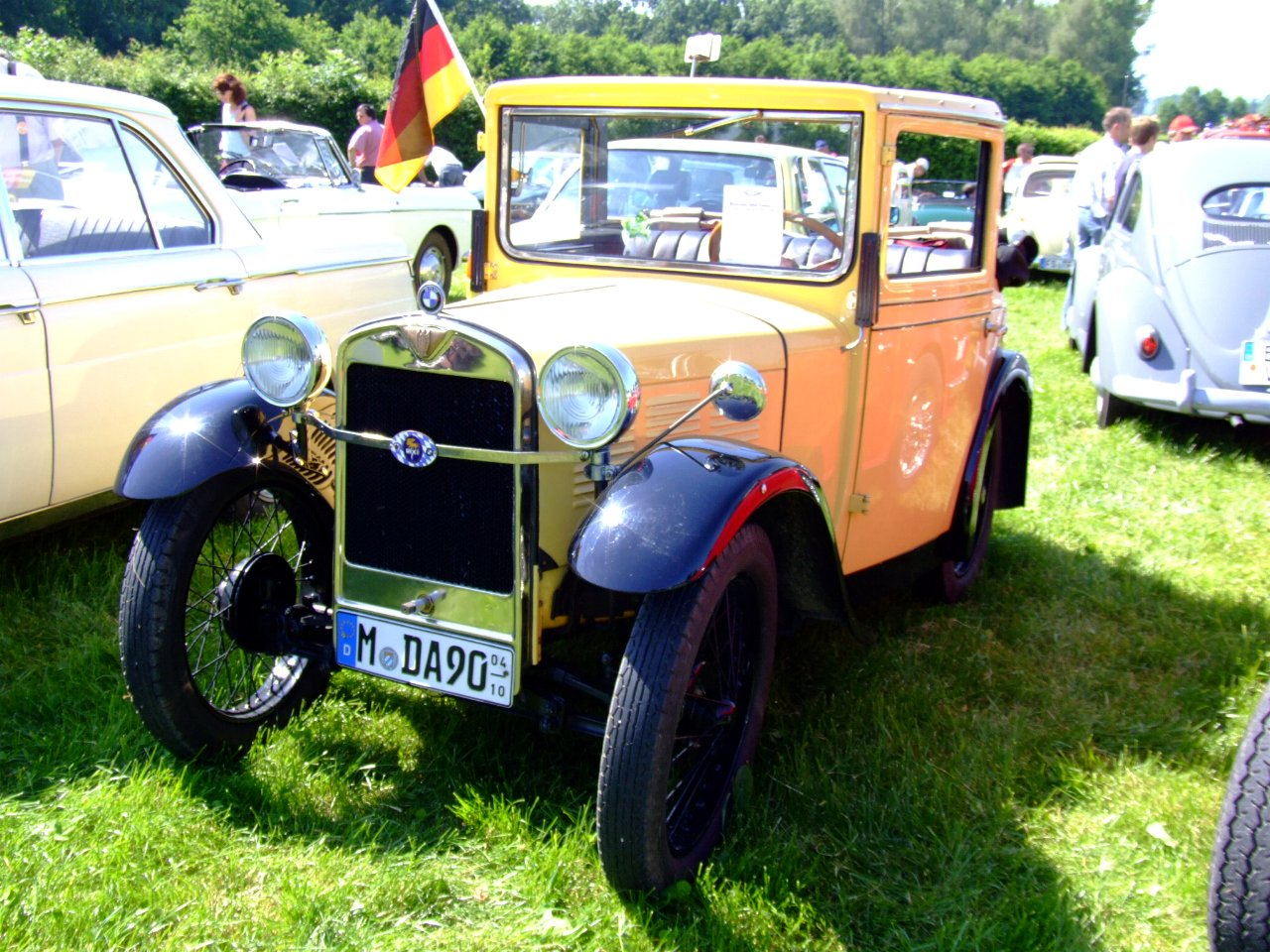
BMW 3/15 DA2 (1929)

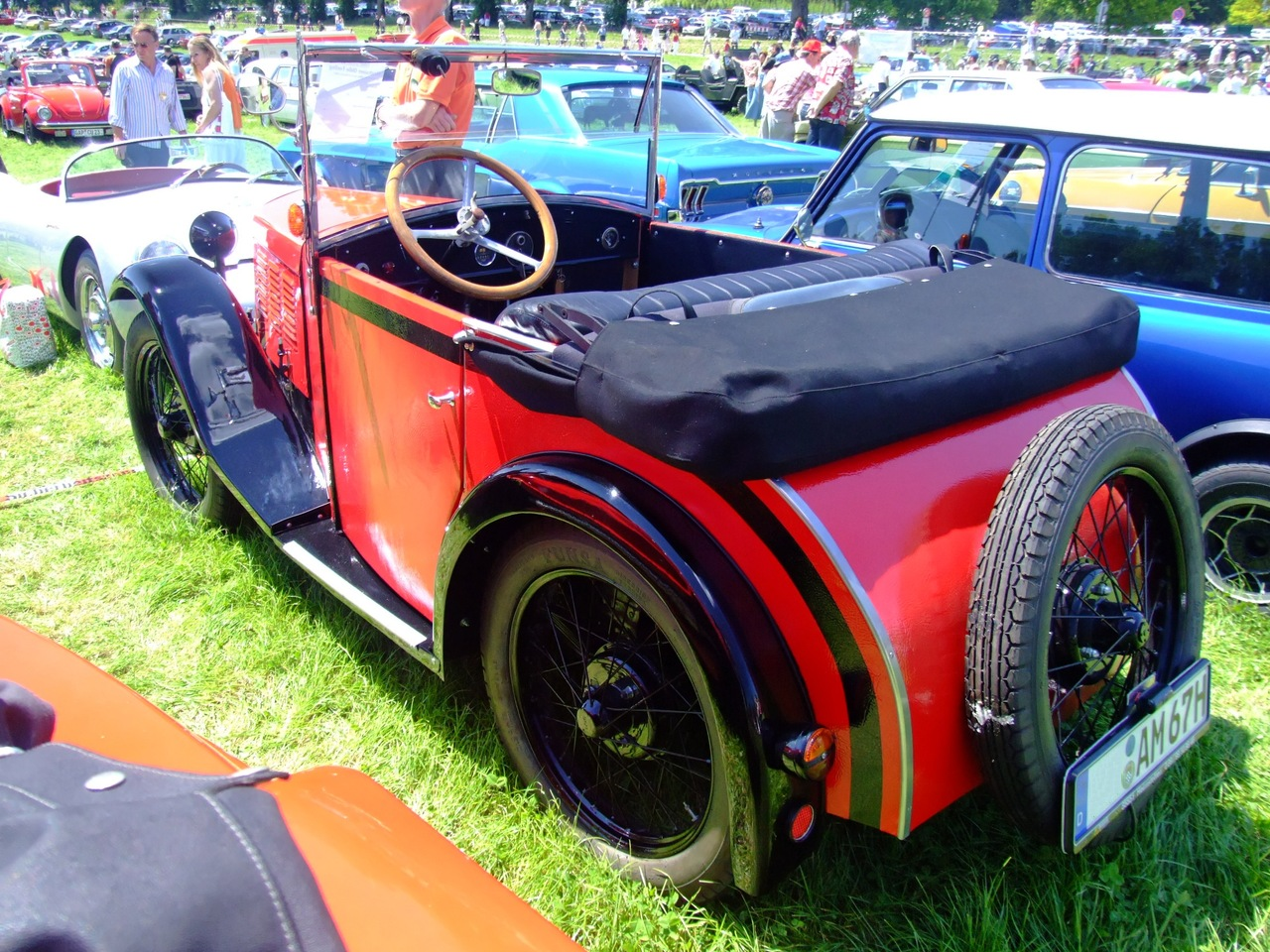
BMW 3/15 DA2 Tourer (1929)

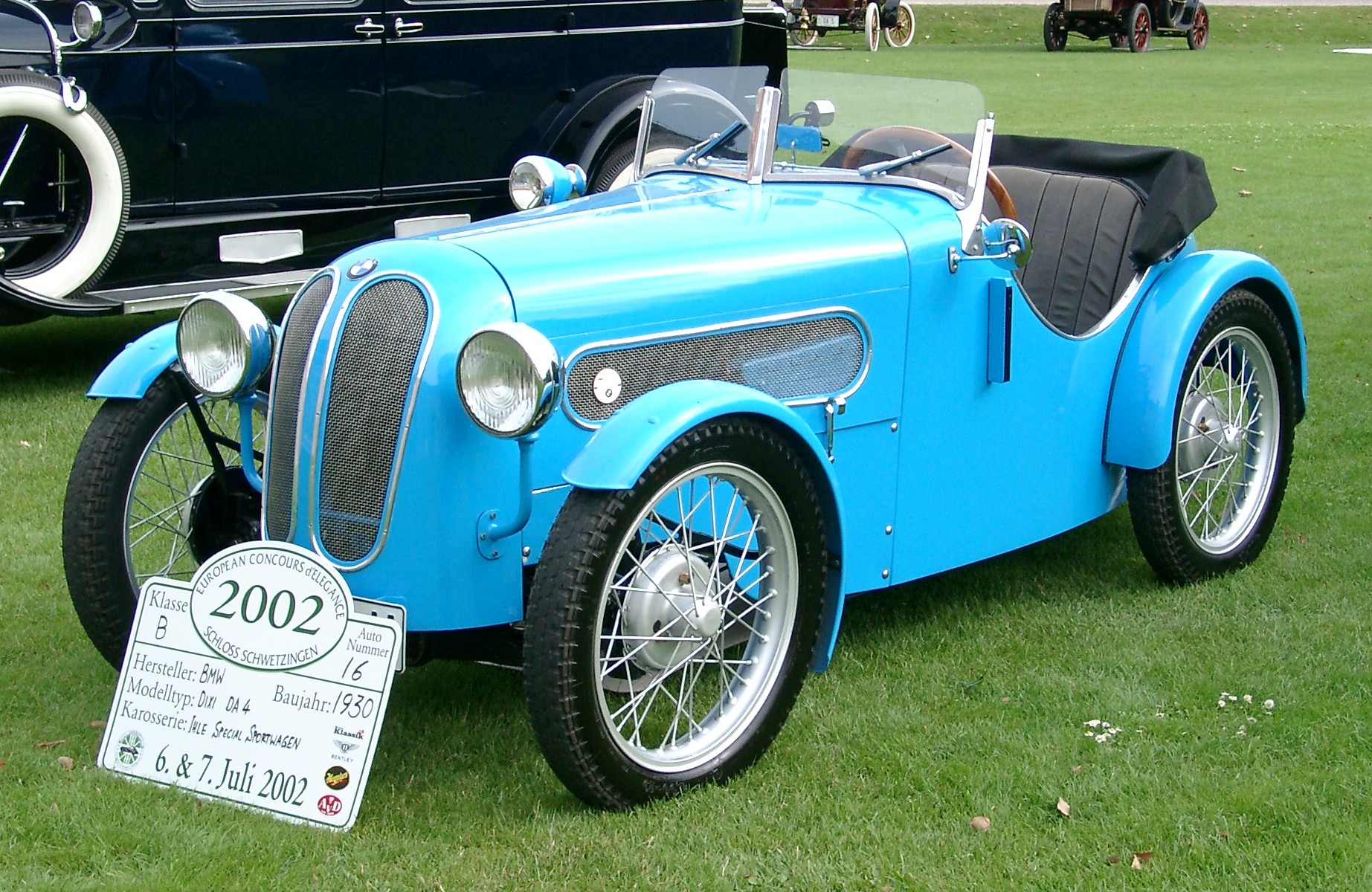
BMW-Ihle Typ 600 (1936)

Der heute einfach nur als „Dixi“ bekannte Lizenzbau des englischen Kleinwagens Austin 7 wurde anfänglich komplett von der Austin Motor Company importiert und rechtsgelenkt als Dixi 3/15 in Deutschland verkauft (ungefähr 50 Stück).
- Dixi 3/15 DA (1928/29)

DA stand für 'Deutsche Ausführung' und ist an der Linkssteuerung zu erkennen. DA ist aber mehr als nur ein Lenkrad auf der anderen Seite. Um die Linkssteuerung zu ermöglichen, wurde in Eisenach die 'Deutsche Ausführung' komplett (einschließlich Motor) seitenverkehrt nachgebaut.
- BMW 3/15 DA2 (1929–Feb.1932)

Nach der Übernahme durch BMW erfolgte eine Weiterentwicklung dieses Modells und aus dem Dixi 3/15 DA wurde der BMW 3/15 DA2, zu erkennen an einer größeren Karosserie bei den Limousinen-Versionen und größeren Türen. Diese Karosserie stammte von Ambi-Budd in Berlin. Zweckmäßigerweise wurden die Fahrzeuge nicht in Eisenach, sondern direkt bei Ambi-Budd in Berlin endmontiert. Chassis und Technik blieben unverändert.
- Dixi 3/15 DA1 (1929)

DA1 bezeichnet jene große Anzahl Dixi 3/15, die nach der Übernahme durch BMW unverändert und weiterhin unter dem Namen Dixi in Eisenach gebaut wurden.
- BMW Wartburg DA3 (1930–1932) (BMW 3/15PS DA3 Wartburg)

1930 kam parallel zum DA2 die 18 PS starke und über 90 km/h schnelle Sportversion BMW Wartburg DA3 auf den Markt. Nur 150 Stück wurden von diesem nur 400 kg leichten BMW zum Preis von 3100 RM verkauft. Der Wartburg war auch der erste käufliche BMW-Rennwagen. Mit geringen Änderungen war er für damalige Automobilrennen nutzbar.
- BMW 3/15 DA4 (1931–1932)

Der BMW 3/15 DA2 wurde dann durch den nochmals leicht modifizierten BMW 3/15 DA4 (andere Vorderachse, geänderte Karosserie) ergänzt und war der letzte „Dixi“.
Im Übrigen gab es nie ein Fahrzeug mit offiziellem Namen „BMW Dixi“.
- Ihle-BMW 3/15 Typ 600 und Typ 800 (1934–1939)

Es gab einige Karosseriebauer, die dem Dixi 3/15 und BMW 3/15 zu einem individuellen Aussehen verhalfen. Die mit Abstand wichtigsten waren die Gebrüder Ihle aus Bruchsal. Sie fertigten – allerdings erst nach Produktionsende des 3/15 – für die inzwischen bereits in die Jahre gekommenen gebrauchten Dixi/BMW mit Erfolg Roadster-Karosserien mit der damals bereits vom BMW 303 bekannten BMW-Niere.
- Für all diese Fahrzeuge (Dixi 3/15, BMW 3/15) gab es verschiedene Karosserievarianten. 2-türig mit 2, 3 oder 4 Sitzen, offene (Tourer) und geschlossene Limousinen (Innenlenker), Cabriolimousinen, Roadster, Lieferwagen oder nur als Fahrgestell ohne Karosserie. Technische Daten: 4-Zylinder-Motor mit 15 PS aus 743 cm³ ermöglichte eine Höchstgeschwindigkeit von 75 km/h (Reisegeschwindigkeit ca. 65 km/h).
- Ebenfalls gab es verschiedene Verkaufsbezeichnungen. Oft verwendet und genauso richtig sind Modellnamen mit vorangestelltem 'Typ' oder der angehängten Einheit 'PS': Dixi Typ 3/15, BMW 3/15PS (die 3 im Modellnamen war die damalige Steuerklasse für dieses Auto). Die eher internen Bezeichnungen DA bis DA4 gehörten ebenso nicht zwingend zum Modellnamen, wurden aber von den Händlern in Verkaufsannoncen und hauseigenen Prospekten verwendet.
- 1932 wurde der BMW 3/15 von der ersten eigenen Automobilkonstruktion von BMW, dem BMW 3/20 AM1 (AM = Ausführung München), abgelöst.

### Sonstige

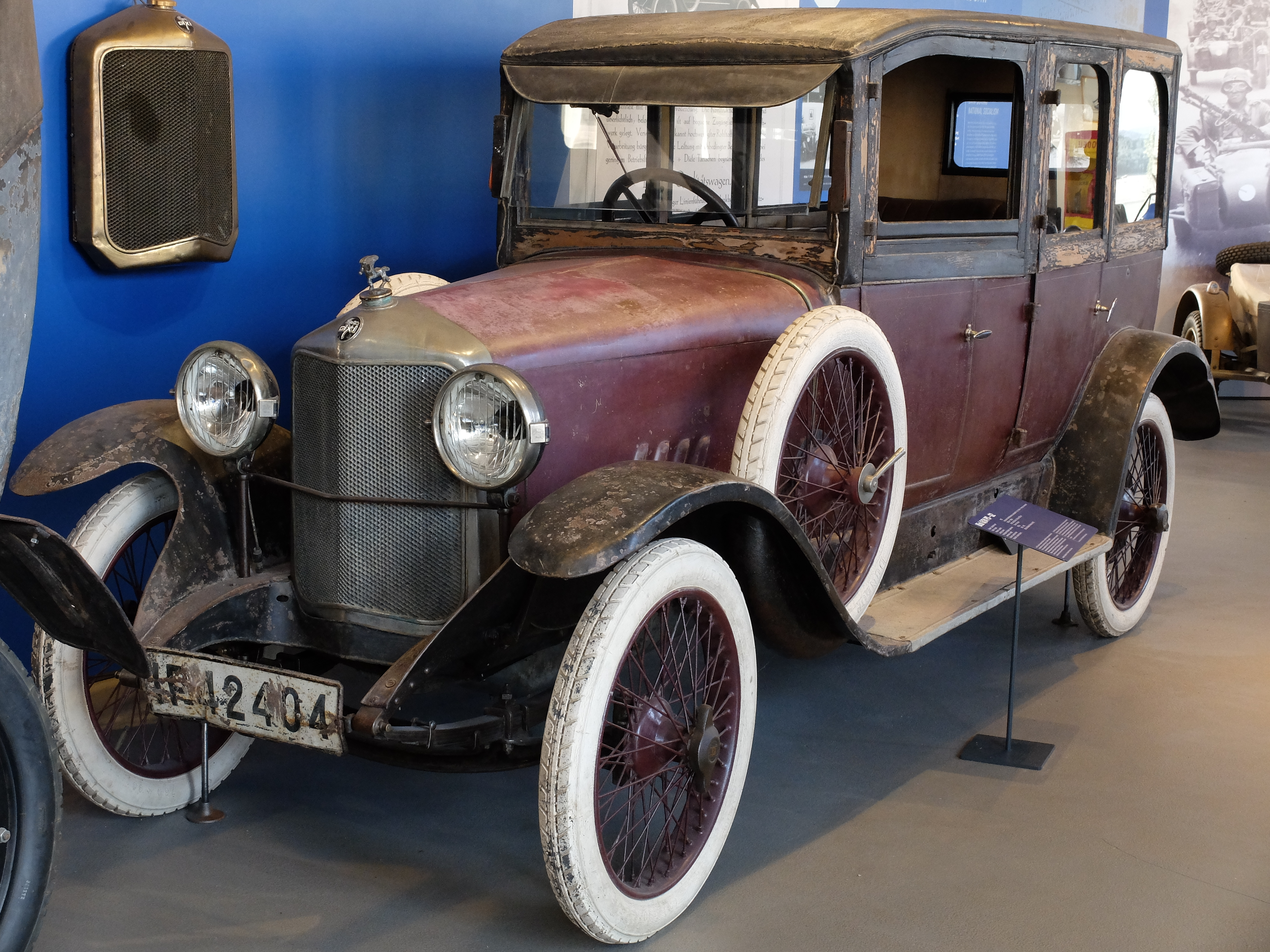
Dixi 6/24 PS G2 von 1923, unrestauriert

Die Fahrzeugfabrik Eisenach produzierte unter dem Markennamen Dixi vor dem berühmt gewordenen Lizenzbau Dixi 3/15 auch eine breite Palette von größeren Personenkraftwagen, Lastkraftwagen, Bussen und Fahrräder.
Unter anderem waren das Modelle mit diesen Namen:
- Dixi S 1 (1903–?)
- Dixi S 6 (1904–1906)
- Dixi S 12 (1904–?) 2815 cm³, Vierzylindermotor, 20 PS
- Dixi S 13 (1904–1907)
- Dixi T 7 (1904–1907) Einzylindermotor, 1234 cm³
- Dixi T 12 (1905–1912)
- Dixi S 12/13
- Dixi T 14 (1905–1912)
- Dixi S 14/15 (1904–1910)
- Dixi T 17 (1904) 4960 cm³, 32 PS
- Dixi T 24/T 12 (1905–1907)
- Dixi U 35, Salonlimousine (1905–1914) 7320 cm³, 65 PS, 85 km/h
- Dixi UR 35, Sportwagen
- Dixi T 25 (1906–1914)
- Dixi S 15, 24 PS
- Dixi T 25
- Dixi R 6/20
- Dixi R 8 6/14 PS (1908–1911) Doppelphaeton, Sportwagen, 1569 cm³, 65 km/h
- Dixi R 9 8/21 PS (1910–1914) Limousine, 1744 cm³, 70 km/h)
- Dixi R 12 (1910–1914)
- Dixi T 20 (1910–1913)
- Dixi S 16 (1912–1925)
- Dixi R 5 (1914–1925)
- Dixi R 10 (1914–1922)
- Dixi U 20 (1914–1915)
- Dixi-Militär-Lkws (1914–1918) Chassis vom U 35
- Dixi B 1, Kleinwagen (Dreisitzer)
- Dixi R 9 8/24 PS
- Dixi S 16, Sechszylindermotor, 13/30 PS und später 40 bzw. 60 PS
- Dixi U 1 (1919–1923)
- Dixi 6/18 [G1] (1921–1923)
- Dixi 6/24 [G2] (1923–1928) Tourenwagen
- Dixi P1/P2 (1926–1928)
- Dixi 9/40 (Cyklon) (1927–1929)
- Dixi TL 30
- Dixi Omnibus M 2
- Dixi-Schnell-Lastwagen TL 25
- Dixi-Lieferwagen RL 12